# Сироткин, Никита Сергеевич
Ники́та Серге́евич Сиро́ткин (р. 1978) — российский филолог, семиотик; профессиональный переводчик с немецкого языка. Специалист в области русского и немецкого поэтического авангарда. В 2000 году создал сайт «Поэзия авангарда», за который в 2001 году получил Международную отметину имени отца русского футуризма Давида Бурлюка. Кандидат филологических наук (2003).

## Биография
Никита Сироткин родился в 1978 году.
В 2000 году окончил филологический факультет Челябинского государственного университета (ЧелГУ). В 2000—2001 учебном году работал в ЧелГУ ассистентом на кафедре русской и зарубежной литературы. Учился в аспирантуре Челябинского государственного университета по специальности «10.01.03 — зарубежная литература».
В октябре 2000 года создал сайт «Поэзия авангарда», за который и за ряд статей на нём в 2001 году был награждён Международной отметиной имени отца русского футуризма Давида Бурлюка.
С марта 2002 по март 2003 года по стипендии Фонда Альфреда Тёпфера (Гамбург) учился на Рабочей площадке по семиотике при Берлинском техническом университете.
В 2003 году защитил диссертацию на соискание учёной степени кандидата филологических наук на тему «Поэзия русского и немецкого авангарда с точки зрения семиотики Ч. С. Пирса».
В 2002—2004 годах был ответственным секретарём журнала «Критика и семиотика» (Новосибирск).
Был техническим редактором сайта Независимой академии эстетики и свободных искусств и альманаха «Академические тетради».
В 2003—2005 годах работал в московском издательстве «Вест-Консалтинг» (переводы с немецкого языка, печатная и онлайн-вёрстка периодических изданий и их текущая поддержка).
Был одним из переводчиков книги «Ласло Мохой-Надь и русский авангард» (вышла в 2006 году).
Один из организаторов конференции «„Доски судьбы“ и вокруг: эвристика и эстетика» (2006; совместно с Виктором Григорьевым, Николаем Грицанчуком, Владимиром Фещенко).
С 2005 года — профессиональный переводчик с немецкого языка. Организатор и руководитель бюро переводов Sirotkin & Co.

## Награды и премии
- 2001 — Международная отметина имени отца русского футуризма Давида Бурлюка[7]